# LAX (álbum)
LAX es el tercer álbum del rapero The Game, el cual salió a la venta en Europa el 26 de agosto de 2008. The Game dijo durante mucho tiempo que este sería su último álbum, pero tiene otro pendiente para 2010.

## Lista de canciones
| #  | Título                                       | Colaborador           | Productor               | Duración |
| -- | -------------------------------------------- | --------------------- | ----------------------- | -------- |
| 1  | "Intro"                                      |                       | Ervin "EP" Pope         | 1:21     |
| 2  | "LAX Files"                                  |                       | J. R. Rotem             | 3:59     |
| 3  | "State of Emergency"                         | Ice Cube              | J. R. Rotem             | 3:38     |
| 4  | "Bulletproof Diaries"                        | Raekwon               | Jelly Roll              | 4:52     |
| 5  | "My Life"                                    | Lil Wayne             | Cool & Dre              | 5:20     |
| 6  | "Money"                                      |                       | Cool & Dre              | 5:13     |
| 7  | "Cali Sunshine"                              | Bilal                 | Nottz                   | 4:33     |
| 8  | "Ya Heard"                                   | Ludacris              | Nottz                   | 4:04     |
| 9  | "Hard Liquor (Interlude)"                    |                       | Ervin "EP" Pope         | 1:50     |
| 10 | "House of Pain"                              |                       | DJ Toomp                | 4:32     |
| 11 | "Gentleman's Affair"                         | Ne-Yo                 | J. R. Rotem             | 3:39     |
| 12 | "Let Us Live"                                | Chrisette Michele     | Scott Storch            | 4:39     |
| 13 | "Touchdown"                                  | Raheem DeVaughn       | 1500 or Nothin'         | 3:59     |
| 14 | "Angel"                                      | Common                | Kanye West              | 4:28     |
| 15 | "Never Can Say Goodbye"                      | LaToya Williams       | Ervin "EP" Pope         | 4:40     |
| 16 | "Dope Boys"                                  | Travis Barker DJ Quik | 4:00                    |          |
| 17 | "Game's Pain"                                | Keyshia Cole          | Knobody & Dahoud Darien | 4:21     |
| 18 | "Letter to the King"                         | Nas                   | Hi-Tek                  | 5:45     |
| 19 | "Outro"                                      | Ervin "EP" Pope       | 1:28                    |          |
| *  | "Ain't Fuckin With You" (iTunes bonus track) |                       | Trackmasters            | 3:37     |

## Posiciones
| Lista                                 | Posición |
| ------------------------------------- | -------- |
| U.S. Billboard 200                    | 2        |
| U.S. Billboard Top R&B/Hip-Hop Albums | 1        |
| U.S. Billboard Top Rap Albums         | 1        |
| Australia                             | 12       |
| Austria                               | 29       |
| Bélgica                               | 22       |
| Canadá                                | 2        |
| Dinamarca                             | 18       |
| Europa                                | 14       |
| Francia                               | 19       |
| Alemania                              | 33       |
| Irlanda                               | 8        |
| Italia                                | 2        |
| Nueva Zelanda                         | 11       |
| Noruega                               | 18       |
| Suecia                                | 3        |
| Suiza                                 | 8        |
| Reino Unido                           | 9        |
| Reino Unido R&B                       | 1        |